# Pacea de la Pressburg

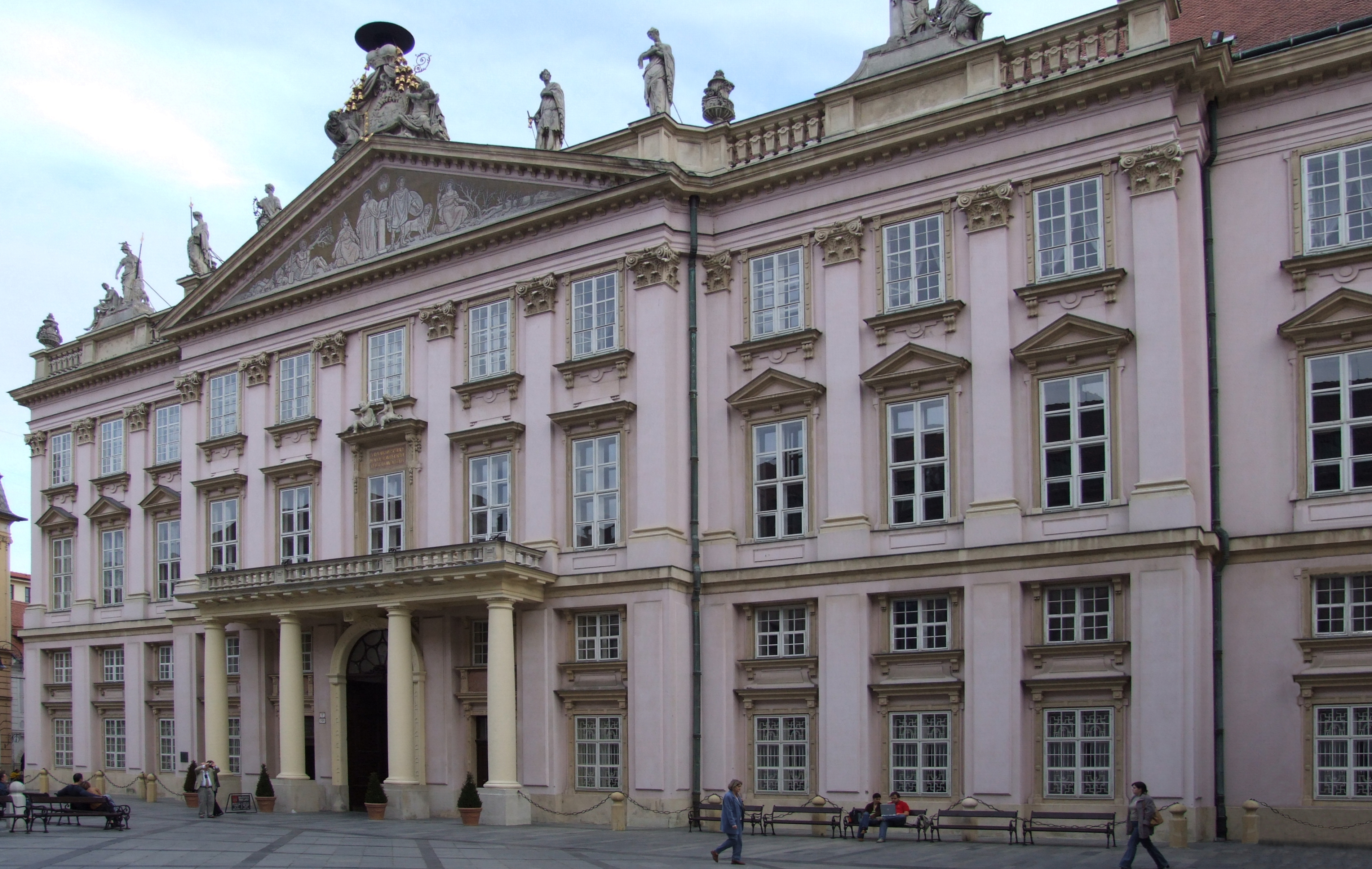
Palatul Primațial din Bratislava (Pressburg), locul semnării tratatului

Pacea de la Pressburg (cunoscută și ca Pacea de la Pojon) a fost încheiată la 26 decembrie 1805 între Austria și Franța condusă de Napoleon. Această pace a survenit în urma Bătăliei de la Austerlitz și a pus capăt celui de-al treilea război al Coaliției antinapoleoniene.
În urma acestei păci, Austria a trebuit să cedeze comitatul Tirol și Vorarlberg statului bavarez. Restul Austriei Occidentale a fost împărțită între Marele Ducat de Baden și Württemberg. Regiunile Veneția, Istria, Dalmația și Cattaro, care au fost alipite Austriei abia în 1797 prin Pacea de la Campo Formio, au fost repartizate regatului napoleonic Italia.
Arhidieceza de Salzburg precum și Berchtesgaden au fost repartizate Austriei drept compensație. Împăratul Francisc al II-lea a trebuit  să-l recunoască pe Napoleon drept împărat.
Împăratul Francisc al II-lea a recunoscut și titlurile regale asumate de alegătorii din Bavaria și Württemberg, care prefigurează sfârșitul Sfântului Imperiu Roman. La câteva luni de la semnarea tratatului și după ce o nouă entitate, Confederația Rinului, fusese creată de Napoleon, Francisc al II-lea a renunțat la titlul de împărat al Sfântului Imperiu Roman și a devenit împărat al Austriei cu titlul de Francisc I al Austriei. În tratat a fost prevăzută și o despăgubire de 40 de milioane de franci.